# Стоев, Илья Степанович
Илья Степанович Стоев (01.07.1916 — ?) — советский инженер и учёный, шахтостроитель. Лауреат Ленинской премии.
Родился в г. Николаев Николаевской губернии. Окончил Донецкий индустриальный институт.
В 194. — 1956 работал начальником проходки комбината «Сталиншахтострой».
С 1956 года на научной и преподавательской работе в Донецком индустриальном институте — доцент и профессор (1962) кафедры «Проходка шахт». Кандидат технических наук.
Автор и соавтор книг:
- Проведение выработок, сопрягающихся со стволами. — М.: Недра, 1967.- 72 с.
- Технологические схемы армирования вертикальных шахтных стволов и их эффективность. — М.: ЦНИЭИуголь, 1971. — 90 с
- Технология и экономика сооружения вертикальных стволов шахт / Ф. И. Евдокимов, И. С. Стоев, 225 с. ил. 21 см, М. Недра 1981
- Организация скоростного сооружения стволов шахт. Илья Степанович Стоев. изд. «Недра», 1965 — Всего страниц: 218
- Стоев И. С. Технология и организация строительства вертикальных стволов шахт / И. С. Стоев, П. С. Стоев. — Донецк: ЦБНТИ, 1994. — 212 с.

Ленинская премия 1957 года — за усовершенствование методов проходки вертикальных стволов шахт.
Награждён тремя орденами, а также медалями.
Умер не ранее 1998 года.